# Crudia ornata
Crudia ornata är en ärtväxtart som beskrevs av De Wit. Crudia ornata ingår i släktet Crudia, och familjen ärtväxter. Inga underarter finns listade i Catalogue of Life.